# Mille Miglia 1930
Les Mille Miglia 1930 est la 4e édition de la course automobile annuelle organisée le 13 avril 1930 entre Brescia et Rome. Cette édition est marquée par le coup de théâtre de Tazio Nuvolari, lequel, assisté de Battista Guidotti franchit la ligne d'arrivée en vainqueur en ayant parcouru les derniers kilomètres dans l'obscurité et sans phares. Achille Varzi et Carlo Canavesi qui les suivent croient être en tête car les commissaires de course n'ont pas vu Nuvolari dans l'obscurité et leur indiquent une information erronée. Lorsque Varzi arrive enfin, il découvre qu'il est deuxième, ce qui brise l'amitié qu'il a pour Nuvolari.

## Classement de la course
| Pos. | no  | Pilote                                     | Voiture                             | Écurie           | Temps / Abandon    | Catégorie |
| ---- | --- | ------------------------------------------ | ----------------------------------- | ---------------- | ------------------ | --------- |
| 1    | 84  | Tazio Nuvolari Battista Guidotti           | Alfa Romeo 6C 1750 GS Spider Zagato |                  | 16 h 18 min 59 s 4 | S +1.1    |
| 2    | 74  | Achille Varzi Carlo Canavesi               | Alfa Romeo 6C 1750 GS Spider Zagato |                  | 16 h 29 min 51 s 0 | S +1.1    |
| 3    | 69  | Giuseppe Campari Attilio Marinoni          | Alfa Romeo 6C 1750 GS Spider Zagato |                  | 16 h 59 min 53 s 6 | S +1.1    |
| 4    | 126 | Pietro Ghersi Franco Cortese               | Alfa Romeo 6C 1750 GS Spider Zagato |                  | 17 h 16 min 31 s 0 | S +1.1    |
| 5    | 118 | Angelo Bassi Carlo Gazzabini               | OM Tipo 665 SSMM                    |                  | 17 h 18 min 34 s 4 | S +1.1    |
| 6    | 128 | Rudolf Caracciola Christian Werner         | Mercedes-Benz SSK                   |                  | 17 h 20 min 17 s 4 | S +1.1    |
| 7    | 80  | Archimede Rosa Vincenzo Coffani            | OM Tipo 665 SSMM                    |                  | 17 h 22 min 58 s 0 | S +1.1    |
| 8    | 138 | Franco Mazzotti Aymo Maggi                 | Alfa Romeo 6C 1750 GS               |                  | 17 h 46 min 45 s 4 | S +1.1    |
| 9    | 149 | Bartolo Ferrari Giulio Foresti             | Alfa Romeo 6C 1750 GS               |                  | 17 h 55 min 16 s 4 | S +1.1    |
| 10   | 143 | Bruno Fontanini Giovanni Minozzi           | Alfa Romeo 6C 1750 GS               |                  | 17 h 57 min 14 s 0 | S +1.1    |
| 11   | 106 | A. Gerardi Aur. Gerardi                    | Alfa Romeo 6C 1750 GS Spider Zagato |                  | 18 h 20 min 57 s 2 | S +1.1    |
| 12   | 66  | A. Bornigia Renato Balestrero              | OM Tipo 665 SSMM                    |                  | 18 h 26 min 17 s 2 | S +1.1    |
| 13   | 108 | F. Pirola Angelo Guatta (en)               | Alfa Romeo 6C 1500 SS               |                  | 18 h 30 min 46 s 0 | S +1.1    |
| 14   | 105 | Gualtiero Natali G. Tabacchi               | Alfa Romeo 6C 1500 SStf Spider      |                  | 18 h 47 min 3 s 0  | S +1.1    |
| 15   | 79  | L. Catalani A. Pollini                     | Alfa Romeo 6C 1750 GS               |                  | 18 h 59 min 58 s 0 | S +1.1    |
| 16   | 121 | M. Dafarra Renato Balestrero               | Alfa Romeo 6C 1750 SS Spider        |                  | 19 h 30 min 30 s 6 | S +1.1    |
| 17   | 77  | Arialdo Ruggeri A. Marchesini              | OM Tipo 665 SSMM                    |                  | 19 h 31 min 56 s 0 | S +1.1    |
| 18   | 115 | E. Ricchetti C. Poilucci                   | Bugatti Type 35B                    |                  | 19 h 57 min 25 s 0 | S +1.1    |
| 19   | 81  | O. Peverelli C. Dell'Orto                  | Alfa Romeo 6C 1500 SS Spider Zagato |                  | 20 h 6 min 10 s 0  | S +1.1    |
| 20   | 146 | G. Bellingeri R. Zangrandi                 | Itala tipo 65                       |                  | 20 h 19 min 30 s 0 | S +1.1    |
| 21   | 124 | G. Corelli « Leati »                       | Alfa Romeo 6C 1500 SS Spider Zagato |                  | 20 h 24 min 31 s 0 | S +1.1    |
| 22   | 131 | A. Lavelli L. Lotteri                      | OM Tipo 665 Sport                   |                  | 20 h 28 min 3 s 2  | S +1.1    |
| 23   | 123 | A. Dosio Tino Danieli                      | OM Tipo 665 SMM                     |                  | 20 h 41 min 35 s 2 | S +1.1    |
| 24   | 78  | A. Facchetti Z. Maffezzoni                 | Itala tipo 65 spider                |                  | 21 h 0 min 1 s 0   | S +1.1    |
| 25   | 127 | Piero Dusio « Zamaglia »                   | OM Tipo 665 SSMM                    |                  | 21 h 10 min 26 s 4 | S +1.1    |
| 26   | 64  | G. Savi A. Muro                            | OM Tipo 665 SMM                     |                  | 21 h 15 min 1 s 0  | S +1.1    |
| 27   | 148 | S. Consonno « Romagnoni »                  | Lancia Lambda testa R.P.            |                  | 21 h 16 min 30 s 4 | S +1.1    |
| 28   | 75  | Corinna Braccialini P. Braccialini         | Alfa Romeo 6C 1500 S                |                  | 21 h 18 min 26 s 0 | S +1.1    |
| 29   | 97  | Gioacchino Leonardi Ezio Barbieri          | Chrysler                            |                  | 21 h 24 min 43 s 0 | S +1.1    |
| 30   | 99  | L. Basso A. Ferrari                        | Alfa Romeo 6C 1750 S Torpedo        |                  | 21 h 30 min 30 s 0 | S +1.1    |
| 31   | 18  | A. Periccioli U. Apollonio                 | Fiat 509S bateau                    |                  | 21 h 30 min 42 s 0 | S 1.1     |
| 32   | 133 | Cesiro Longoni Ugo Marangoni               | Jordan « Blue Boy »                 |                  | 21 h 37 min 55 s 0 | S +1.1    |
| 33   | 39  | S. Montanari A. Mondini                    | Fiat 509S bateau                    |                  | 21 h 38 min 32 s 2 | S 1.1     |
| 34   | 39  | S. Felicioni G. Pecoraro                   | OM Tipo 665 SMM                     |                  | 21 h 47 min 30 s 2 | S +1.1    |
| 35   | 27  | Francesco Matrullo L. Giannini             | Salmson 1100                        |                  | 21 h 48 min 22 s 8 | S 1.1     |
| 36   | 88  | Emilio Romano E. Lucchetti                 | Bugatti Type 37                     |                  | 22 h 5 min 28 s 0  | S +1.1    |
| 37   | 65  | Giuseppe Tuffanelli A. Mantovani           | Bugatti Type 37                     |                  | 22 h 46 min 25 s 0 | S +1.1    |
| 38   | 137 | C. Guglielmini M. Cicognani                | OM Tipo 665 SMM                     |                  | 22 h 52 min 16 s 0 | S +1.1    |
| 39   | 19  | « Fischer » « Cocchetto »                  | Fiat 509S                           |                  | 23 h 1 min 28 s 0  | S 1.1     |
| 40   | 107 | R. Masera « Caraffi »                      | Lancia Lambda                       |                  | 23 h 4 min 36 s 0  | S +1.1    |
| 41   | 68  | « Frate Ignoto » N. Franzoni               | Fiat 525S berlina                   |                  | 23 h 13 min 26 s 0 | S +1.1    |
| 42   | 8   | F. Mazza « Pezzoni »                       | Fiat 514 spider                     |                  | 23 h 14 min 31 s 0 | VU        |
| 43   | 73  | M. Bruno « Bellei »                        | Lancia Lambda                       |                  | 23 h 17 min 12 s 0 | S +1.1    |
| 44   | 4   | Franco Spotorno B. Ghiringhelli            | Fiat 514S                           |                  | 23 h 31 min 23 s 0 | VU        |
| 45   | 61  | « Oslo » V. Monti                          | Fiat 509S siluro                    |                  | 23 h 45 min 30 s 0 | S 1.1     |
| 46   | 49  | Ernesto Tamburi Guglielmo Sandri           | Maserati Tipo 26 C                  |                  | 23 h 46 min 38 s 0 | S 1.1     |
| 47   | 25  | G. Biagioni G. Rognoni                     | Fiat 509S bateau                    |                  | 23 h 47 min 9 s 0  | S 1.1     |
| 48   | 125 | Filippo Tassara P. Brocchieri              | Alfa Romeo 6C 1500 SS Spider Zagato |                  | 23 h 48 min 5 s 0  | S +1.1    |
| 49   | 48  | Antonio Zanelli C. Ricceri                 | Fiat 509S                           |                  | 23 h 56 min 19 s 0 | S 1.1     |
| 50   | 54  | Silvio Rondina U. Stefanelli               | Fiat 509S                           |                  | 24 h 10 min 42 s 0 | S 1.1     |
| 51   | 15  | O. Frigo A. Bianchi                        | Bianchi tipo S5                     |                  | 24 h 28 min 1 s 0  | VU        |
| 52   | 111 | Giuseppe Gilera Sebastiano Manzoni         | Fiat 525S                           |                  | 24 h 30 min 25 s 0 | S +1.1    |
| 53   | 30  | G. Martinelli A. Scalmana                  | Fiat 509S                           |                  | 24 h 32 min 19 s 0 | S 1.1     |
| 54   | 112 | C. Carini B. Scesa                         | OM Tipo 665 SMM                     |                  | 24 h 43 min 30 s 0 | S +1.1    |
| 55   | 24  | « Cadeo » M. Pietra                        | Fiat 509S                           |                  | 25 h 5 min 34 s 0  | S 1.1     |
| 56   | 151 | Giovanni Restelli « Ferro »                | Alfa Romeo 6C 1500 SS               |                  | 25 h 15 min 55 s 0 | S +1.1    |
| 57   | 135 | « Bottarelli » « Tognu »                   | Lancia Lambda                       |                  | 25 h 26 min 9 s 0  | S +1.1    |
| 58   | 13  | « Ferriani » D. Sancricca                  | Citroën C4                          |                  | 25 h 29 min 37 s 0 | VU        |
| 59   | 86  | C. Brughera M. Cippelli                    | Itala tipo 61                       |                  | 25 h 31 min 51 s 0 | S +1.1    |
| 60   | 9   | G. Binda A. Belgir                         | Citroën C4 spider                   |                  | 25 h 36 min 54 s 0 | VU        |
| 61   | 6   | R. Ruvioli Emilio Bernardi                 | Citroën C4                          |                  | 25 h 38 min 6 s 0  | VU        |
| 62   | 12  | « Pesenti » M. Baccoli                     | Citroën C4 spider                   |                  | 25 h 43 min 46 s 0 | VU        |
| 63   | 50  | E. Cioni « Pelegatti »                     | Fiat 509S                           |                  | 25 h 45 min 5 s 0  | S 1.1     |
| 64   | 5   | Abele Clerici R. Tinarelli                 | Citroën C4 spider                   |                  | 25 h 45 min 57 s 0 | VU        |
| 65   | 72  | Jole Venturi L. Venturi                    | OM Tipo 665 SMM                     |                  | 25 h 50 min 54 s 0 | S +1.1    |
| 66   | 16  | L. Lovisolo G. Meregalli                   | Fiat 514                            |                  | 26 h 3 min 47 s 0  | VU        |
| 67   | 35  | S. Tibida U. Suvieri                       | Fiat 509S                           |                  | 26 h 6 min 35 s 0  | S 1.1     |
| 68   | 53  | Enzo Crotti « Ruosi »                      | Fiat 509S bateau                    |                  | 26 h 23 min 12 s 0 | S 1.1     |
| 69   | 91  | E. Mosti Alb. Pellerano                    | Itala tipo 61                       |                  | 26 h 29 min 20 s 0 | S +1.1    |
| 70   | 57  | C. Savelli P. A. Nardi                     | Fiat 509S                           |                  | 27 h 2 min 51 s 0  | S 1.1     |
| 71   | 38  | « Conconi » S. Carnevalli                  | Rally 1100                          |                  | 27 h 13 min 0 s 0  | S 1.1     |
| 72   | 14  | G. Gambirasio « Munari »                   | Fiat 514                            |                  | 27 h 40 min 17 s 0 | VU        |
| 73   | 7   | Stanislao Terziani « Femminini »           | Citroën C4                          |                  | 27 h 50 min 45 s 0 | VU        |
| Abd. | 1   | Enrico Casularo « Grasselli »              | Overland 3000                       |                  |                    | VU        |
| Abd. | 2   | E. Biagioni R. Biagioni                    | Fiat Siata 514S                     |                  |                    | VU        |
| Abd. | 3   | Giorgio Ambrosini D. Menchetti             | Fiat Siata 514S spider              |                  |                    | VU        |
| Abd. | 10  | A. Pellini Romeo Guardiani                 | Bianchi tipo S5 spider              |                  |                    | VU        |
| Abd. | 11  | « Munari » « Gnocchi »                     | Fiat 514                            |                  |                    | VU        |
| Abd. | 20  | A. Casali M. Lenzi                         | Fiat 509S                           |                  |                    | S 1.1     |
| Abd. | 21  | T. Nardinocchi E. Alessandrini             | Salmson 1100                        |                  |                    | S 1.1     |
| Abd. | 22  | Alfredo Ferrarin A. Lamperti               | Fiat 509S                           |                  |                    | S 1.1     |
| Abd. | 26  | G. Rivola « Tacchini »                     | Salmson 1100                        |                  |                    | S 1.1     |
| Abd. | 28  | G. Lettieri B. De Bernardinis              | Fiat 509SM                          |                  |                    | S 1.1     |
| Abd. | 29  | C. Cappelli « Cantu »                      | Fiat 509S                           |                  |                    | S 1.1     |
| Abd. | 31  | A. Attili « Diotallevi »                   | Amilcar 1100                        |                  |                    | S 1.1     |
| Abd. | 32  | « Franzini » « Maccanzi »                  | Fiat 509S                           |                  |                    | S 1.1     |
| Abd. | 33  | Guido Premoli C. Premoli                   | Salmson 1100                        |                  |                    | S 1.1     |
| Abd. | 34  | C. Arzilla S. Marini                       | Amilcar 1100                        |                  |                    | S 1.1     |
| Abd. | 36  | Bruno Boccosi L. Marchesini                | Fiat 509S                           |                  |                    | S 1.1     |
| Abd. | 40  | « Tiboldi » « Ravesio »                    | Fiat 509S                           |                  |                    | S 1.1     |
| Abd. | 41  | L. Massari Enzo Grimaldi                   | Fiat 509S                           |                  |                    | S 1.1     |
| Abd. | 42  | Piero Bucci M. Cingolani                   | Fiat 509S siluro                    |                  |                    | S 1.1     |
| Abd. | 43  | P. Lamperti « Bartoli »                    | Fiat 509S spider                    |                  |                    | S 1.1     |
| Abd. | 46  | Vanari                                     | Fiat 509S                           |                  |                    | S 1.1     |
| Abd. | 47  | L. Cagna Umberto Capello                   | Fiat 509S                           |                  |                    | S 1.1     |
| Abd. | 51  | U. Palomba « Zesi »                        | Fiat 509S                           |                  |                    | S 1.1     |
| Abd. | 52  | R. Mariani « Santambrogio »                | Fiat 509S                           |                  |                    | S 1.1     |
| Abd. | 55  | A. Manganelli « Dionisi »                  | Fiat 509S                           |                  |                    | S 1.1     |
| Abd. | 56  | C. Dugnani Renzo Cantoni                   | Fiat 509S                           |                  |                    | S 1.1     |
| Abd. | 58  | Luigi Fagioli G. Lauri                     | Salmson 1100                        |                  |                    | S 1.1     |
| Abd. | 60  | « Dattrino » « Bocchi »                    | Derby 1100                          |                  |                    | S 1.1     |
| Abd. | 62  | Mario Tadini Eugenio Siena                 | Alfa Romeo 6C 1750 GS Spider Zagato | Scuderia Ferrari |                    | S +1.1    |
| Abd. | 67  | Massimo Giorgini Pasquale Croce            | OM Tipo 665 SMM                     |                  |                    | S +1.1    |
| Abd. | 71  | Ferdinando Minoia Giuseppe Morandi         | OM Tipo 665 SSMM                    |                  |                    | S +1.1    |
| Abd. | 76  | A. Stucchi E. Stucchi                      | Alfa Romeo 6C 1750 SS Spider        |                  |                    | S +1.1    |
| Abd. | 82  | L. Beretta E. Fumagalli                    | Alfa Romeo 6C 1500 S                |                  |                    | S +1.1    |
| Abd. | 85  | Luigi Scarfiotti Guglielmo Carraroli (de)  | Alfa Romeo 6C 1750 GS Spider        | Scuderia Ferrari |                    | S +1.1    |
| Abd. | 90  | Alfredo Caniato Carlo Sozzi                | Alfa Romeo 6C 1750 GS Spider Zagato | Scuderia Ferrari |                    | S +1.1    |
| Abd. | 92  | « Curti » « Cerri »                        | Alfa Romeo 6C 1750 GS Spider        |                  |                    | S +1.1    |
| Abd. | 93  | Secondo Corsi G. Barsotti                  | OM Tipo 665 SMM                     |                  |                    | S +1.1    |
| Abd. | 95  | « Cellini » « Lorenzoni »                  | Alfa Romeo 6C 1500 S                |                  |                    | S +1.1    |
| Abd. | 100 | Giovanni Battista Santinelli Umberto Berti | Alfa Romeo 6C 1750 GS               |                  |                    | S +1.1    |
| Abd. | 101 | Ermenegildo Strazza Luigi Gismondi         | Lancia Lambda spider                |                  |                    | S +1.1    |
| Abd. | 102 | Roberto Foligno Vincenzo Trucco            | OM Tipo 665 SSMM                    |                  |                    | S +1.1    |
| Abd. | 103 | Lelio Pellegrini Piero Taruffi             | Bugatti Type 43                     |                  |                    | S +1.1    |
| Abd. | 104 | « Montemartini » « Savenna »               | Alfa Romeo 6C 1750 GS               |                  |                    | S +1.1    |
| Abd. | 109 | « Doso » Carlo Maria Pintacuda             | OM Tipo 665 SMM                     |                  |                    | S +1.1    |
| Abd. | 110 | G. Moretti L. Gosi                         | OM Tipo 665 SMM                     |                  |                    | S +1.1    |
| Abd. | 113 | Mario Mazzacurati Amedeo Bignami           | Bugatti Type 35                     |                  |                    | S +1.1    |
| Abd. | 114 | Guido Mancinelli « Santoro »               | Alfa Romeo 6C 1750 GS Spider        |                  |                    | S +1.1    |
| Abd. | 116 | « Bolchini » « Bonzi »                     | Alfa Romeo 6C 1750 GS               |                  |                    | S +1.1    |
| Abd. | 119 | Emilio Giacosa Antonio Lazzari             | Lancia Lambda                       |                  |                    | S +1.1    |
| Abd. | 120 | M. Gerevini C. Biazzi Vergani              | OM Tipo 665 SMM                     |                  |                    | S +1.1    |
| Abd. | 129 | F. Colonna R. Formenti                     | Alfa Romeo 6C 1750 SS Spider Zagato |                  |                    | S +1.1    |
| Abd. | 130 | P. Di Cagno Roberto Serboli                | OM Tipo 665 SMM                     |                  |                    | S +1.1    |
| Abd. | 132 | G. Vinci E. Benini                         | Alfa Romeo 6C 1750 SS Spider Zagato |                  | Accident mortel    | S +1.1    |
| Abd. | 134 | G. Cortese G. Napoli                       | OM Tipo 665 SMM                     |                  |                    | S +1.1    |
| Abd. | 136 | Mario Coda G. Ramella                      | Lancia Lambda                       |                  |                    | S +1.1    |
| Abd. | 139 | Umberto Klinger E. Franchini               | Alfa Romeo 6C 1750 GS               |                  |                    | S +1.1    |
| Abd. | 140 | « Soldini » G. Bergia                      | OM Tipo 665 SMM                     |                  |                    | S +1.1    |
| Abd. | 141 | L. Galliera Antonio Fogolin                | OM Tipo 665 SMM                     |                  |                    | S +1.1    |
| Abd. | 142 | G. Zaccarini « Sani »                      | OM Tipo 665 SMM                     |                  |                    | S +1.1    |
| Abd. | 144 | G. Valdaneri G. Ameni                      | Ceirano S 1500 VVV                  |                  |                    | S +1.1    |
| Abd. | 147 | « Baccarani » « Giordani »                 | OM Tipo 665 SMM                     |                  |                    | S +1.1    |
| Abd. | 150 | Luigi Arcangeli Cesare Pastore             | Maserati Tipo 26 M Sport            |                  |                    | S +1.1    |
| Np.  |     | « Bradley »                                | Lancia Lambda                       |                  | Retrait            | S +1.1    |
| Np.  |     | Inconnu                                    | Bentley 4½ Litre                    | Henry Birkin     |                    | S +1.1    |

- Légende: Abd.=Abandon ; Np.=Non partant